# Lekkoatletyka na Letnich Igrzyskach Olimpijskich 1980 – pchnięcie kulą kobiet
Pchnięcie kulą kobiet – jedna z konkurencji lekkoatletycznych rozgrywanych podczas igrzysk olimpijskich w Moskwie.
Obrończynią tytułu mistrzowskiego z 1976 roku była Bułgarka Iwanka Christowa. Zwyciężyła reprezentantka Niemieckiej Republiki Demokratycznej Ilona Slupianek, która w finale ustanowiła rekord olimpijski uzyskując wynik 22,41 m.
W zawodach wzięło udział 14 zawodniczek.

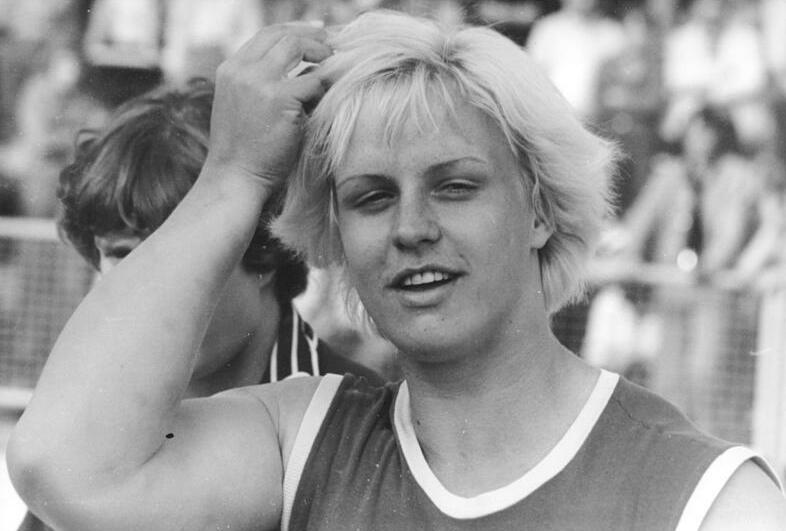
Ilona Slupianek

## Terminarz
Wszystkie godziny podane są w czasie (UTC+03:00).
| Etap  | Data          | Godzina rozpoczęcia |
| ----- | ------------- | ------------------- |
| Finał | 24 lipca 1980 | 18:35               |

## Rekordy
Tabela uwzględnia rekordy uzyskane przed rozpoczęciem zawodów.
|                   | Zawodniczka      | Wynik | Miejsce  | Data          |
| ----------------- | ---------------- | ----- | -------- | ------------- |
| Rekord świata     | Ilona Slupianek  | 22,45 | Poczdam  | 10 maja 1980  |
| Rekord olimpijski | Iwanka Christowa | 21,16 | Montreal | 31 lipca 1976 |

## Wyniki

### Finał
| Poz. | Zawodniczka          | Reprezentacja   | Próby | Próby | Próby | Próby | Próby | Próby | Wynik | Uwagi |
| Poz. | Zawodniczka          | Reprezentacja   | 1     | 2     | 3     | 4     | 5     | 6     | Wynik | Uwagi |
| ---- | -------------------- | --------------- | ----- | ----- | ----- | ----- | ----- | ----- | ----- | ----- |
| 01 ! | Ilona Slupianek      | NRD             | 22,41 | 21,81 | 21,42 | 21,60 | 22,00 | 21,85 | 22,41 | [ 1 ] |
| 02 ! | Swietłana Kraczewska | ZSRR            | 20,00 | 20,67 | 21,42 | x     | 21,03 | x     | 21,42 |       |
| 03 ! | Margitta Pufe        | NRD             | 21,20 | 21,07 | 20,42 | 20,72 | 20,05 | 20,36 | 21,20 |       |
| 4.   | Nunu Abaszydze       | ZSRR            | 20,74 | x     | x     | x     | 20,02 | 21,15 | 21,15 |       |
| 5.   | Werżinia Weselinowa  | Bułgaria        | 20,72 | 19,75 | 20,55 | 20,37 | x     | x     | 20,72 |       |
| 6.   | Elena Stojanowa      | Bułgaria        | 20,22 | 19,80 | 19,56 | 19,83 | 20,00 | 20,18 | 20,22 |       |
| 7.   | Natalja Achrimienko  | ZSRR            | 19,64 | 19,63 | 19,74 | x     | x     | 19,28 | 19,74 |       |
| 8.   | Ines Reichenbach     | NRD             | 19,19 | 19,66 | 19,49 | 19,03 | 19,65 | 19,63 | 19,66 |       |
| 9.   | María Elena Sarría   | Kuba            | 19,20 | 19,37 | 18,91 | NQ    | NQ    | NQ    | 19,37 |       |
| 10.  | Zdeňka Bartoňová     | Czechosłowacja  | 17,43 | 18,40 | x     | NQ    | NQ    | NQ    | 18,40 |       |
| 11.  | Iwanka Petrowa       | Bułgaria        | 18,34 | x     | 18,28 | NQ    | NQ    | NQ    | 18,34 |       |
| 12.  | Gael Mulhall         | Australia       | 17,45 | x     | 18,00 | NQ    | NQ    | NQ    | 18,00 |       |
| 13.  | Angela Littlewood    | Wielka Brytania | 16,14 | 16,35 | 17,53 | NQ    | NQ    | NQ    | 17,53 | [ 3 ] |
| 14.  | Cinzia Petrucci      | Włochy          | 17,17 | 17,00 | 17,27 | NQ    | NQ    | NQ    | 17,27 |       |